# Kyriaki Kouttouki
Kyriaki Kouttouki, född 12 september 1996, är en cypriotisk taekwondoutövare.

## Karriär
Vid europeiska spelen 2023 i Krynica-Zdrój tog Kouttouki brons i 46 kg-klassen efter att ha besegrat azeriska Minayä Äkbärova i bronsmatchen.